# 吳欽 (成化進士)
吳欽（1446年—？），字禹鄰，順天府大興縣匠籍，浙江仁和縣人，明朝政治人物。進士出身。

## 生平
早年出身國子生，后中举順天府鄉試第三十七名。成化十一年（1475年）參加乙未科會試第五十一名，殿試登進士第二甲第十七名。授刑部主事，歷升员外郎、郎中，弘治二年（1489年）十一月升湖廣按察司副使。

## 家族
曾祖父吳均實、祖父吳朝宗、父亲吳本。